# Aeschynomene schindleri
Aeschynomene schindleri är en ärtväxtart som beskrevs av René Viguier. Aeschynomene schindleri ingår i släktet Aeschynomene och familjen ärtväxter. IUCN kategoriserar arten globalt som sårbar. Inga underarter finns listade i Catalogue of Life.